# Vittorio Nappi
Vittorio Nappi (Scafati, 1896 – Torre del Greco, 1978) è stato un mafioso italiano e uno dei più noti capi della camorra precutoliana.

## Il guappo di Scafati
La figura di Vittorio Nappi, detto o' Studente e o' Signurino, discendente da una famiglia benestante e di professionisti, si differenzia sensibilmente da quella dei cosiddetti guappi. Secondo le cronache, si presentava in abbigliamento elegante sfoggiando un eloquio proprio di una persona colta. Infatti, dopo aver frequentato il liceo classico, studia legge ed è prossimo alla laurea quando viene coinvolto in una faida amorosa. Tutto iniziò a causa del corteggiamento del fratello di Vittorio nei confronti di una ragazza già fidanzata. Il ragazzo di questa, folle di gelosia, lo uccise. Vittorio, non potendo rimanere indifferente a tale affronto, per vendicare il fratello uccise il fidanzato della ragazza. Perciò finì in carcere.
Il 28 settembre 1943, Nappi guida un gruppo di rivoltosi che respinge le truppe tedesche molto prima dell'arrivo degli alleati. Evento che diede il via alle famose "Quattro giornate di Napoli", culminando, poi, nella resistenza italiana ai tedeschi. Don Vittorio era il capo partigiano di Scafati e insieme al fratello Ubaldo fecero scomparire le bombe posizionate dai tedeschi sotto il ponte di Scafati, sito in piazza Vittorio Veneto, per evitare l'arrivo degli alleati. Il gruppo guidato da Nappi fu denominato appunto "28 Settembre".  

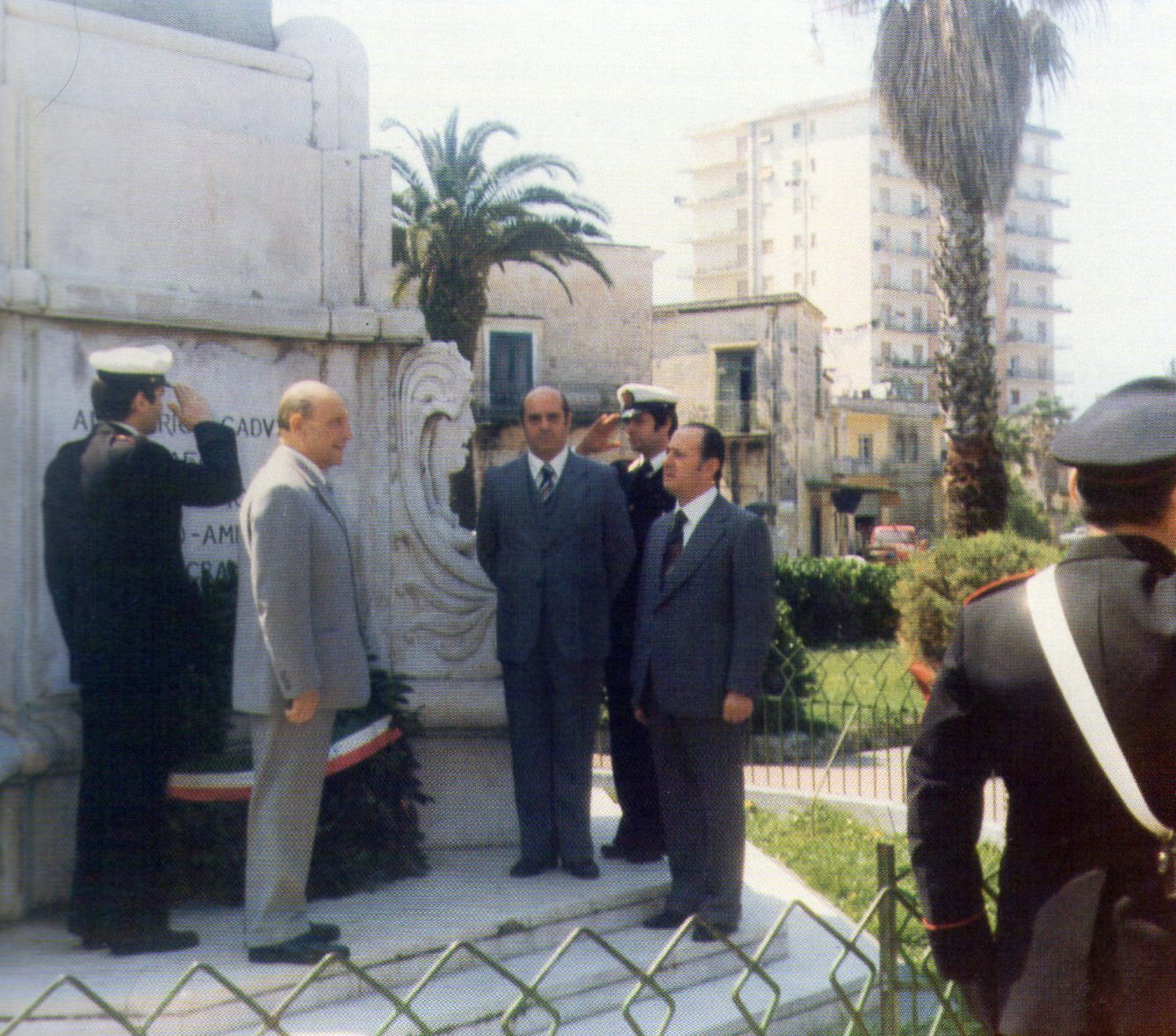
Foto scattata il 27.04.1977 a Scafati. Commemorazione della liberazione di Scafati, il secondo da sinistra di profilo in abito grigio chiaro è Vittorio Nappi, tratta dal libro "Scafati e la sua Banca 1914 - 1994"

Nappi è protagonista di un altro episodio che passerà alla storia: schiaffeggia Lucky Luciano. Inoltre, secondo la ricostruzione di Isaia Sales, Nappi è implicato nella misteriosa scomparsa del sindaco di Battipaglia Lorenzo Rago avvenuta nel 1953. Morirà successivamente nel 1978 di morte naturale nell'ospedale Maresca di Torre Del Greco. Il funerale fu celebrato a spese del Comune di Scafati come riconoscimento per aver liberato la città di Scafati dai Nazifascisti.
La figura di Vittorio Nappi eserciterà grande influenza sul giovane Raffaele Cutolo che, oltre ad ammirarne le gesta, ne sposa l'ideologia pseudoumanitaristica e ne imita i comportamenti.